# Иваниш Нелипчић
Иваниш III Нелипчић (око 1379—1434) је био титуларни бан Хрватске 1419. године, кнез Трогира (1393), Клиса (1401-1434), Сплита (1403), Скрадина (1403-1406) и Омиша (1416-1434).

## Породица, детињство и младост
Припадао је великашкој породици Нелипчића која је у средњем веку држала области у долини реке Цетине. Један је од значајнијих великаша свога времена. Отац Иваниша био је кнез Иван II Нелипчић (1344-1379). Мајка му се звала Маргарета. Маргарета је припадала сплитској племићкој породици Мерини. Иван и Маргарета имали су ћерку Јелену која се удала најпре за херцега Хрвоја Вукчића Хрватинића, кнеза Доњих Краја, а након његове смрти (1416) се преудала за босанског краља Остоју коме је у мираз донела део Хрвојевих територија, док је Доње Краје наследио његов синовац Ђурађ Војсалић. Иваниш је наследио свога оца, а Јелена је живела у његовој сенци. Обављао је функције кнеза Трогира (1393) и Сплита (1403). Маргарета и Иваниш су узимали учешћа у политичким дешавањима у Далмацији свог времена. Успели су да одрже поседе Ивана Нелипчића у пуном обиму.

## Грађански рат у Угарској
У грађанском рату у Угарској подржавали су Ладислава Напуљског насупрот Жигмунда Луксембуршког. Ладислав је Иванишу поверио град Скрадин на управу. Иваниш влада Скрадином од 1403. до 1406. године. Од 1401. до 1434. године држао је тврђаву Клис и Книн. Иваниш је 1406. године променио табор. Прешао је на страну Жигмунда. Ладислав му одузима Скрадин, али се Иваниш успео задржати у Клису.

## Омиш
До јула 1401. године Јелена се удала за Хрвоја и у мираз му донела град Омиш. Хрвоје је умро почетком 1416. године. Наследио га је син из претходног брака, Балша Херцеговић. Јелена је испољила изненађујућу сналажљивост након мужевљеве смрти. Хрвојева смрт отворила је питање наследства Омиша кога је добио у мираз. Интересовање су испољили босански краљ Остоја, Дубровачка република, Трогир, Сплит и Млетачка република. Дубровчани су изгледа били најбржи јер је шибенички кнез Блаж Делфин јавио 18. марта 1416. године Венецији о намерама Дубровчана да заузму Омиш. Већ 6. априла је Делфин добио инструкцију да запоседне град Омиш. Дубровчани су 1. априла известили Јелену о својим намерама. Она је, међутим, још раније у граду поставила свог кастелана са 30 војника. Јеленин кастелан понудио је шибеничком кнезу Делфину Омиш за 3000 дуката. Тада још увек нису отпочели преговори о склапању брака Јелене и босанског краља Остоје. На крају је проблем око Омиша Јелена решила сама. Град је предала своме брату Иванишу који се већ маја 1416. године појављује као господар Омиша. Краљ Твртко по доласку на власт 1420. године склапа савез са Млетачком републиком против кнеза Иваниша. Умро је 1434. године.

## Потомство
Иваниш је био ожењен Јелисаветом, ћерком угарског палатина Детрика Бубека. Имали су две ћерке: Катарину и Маргарету. Катарина се по очевој жељи удала за Ивана Франкопана и наследила је области од Велебита до Цетине. Иван Франкопан је био хрватски бан од 1432. до 1436. године. Иван није успео да сачува територије које је добио у мираз већ њих заузимају чланови породице Таловец. Маргарета је била удата за кнеза Курјаковића.